# Homatula pycnolepis
Homatula pycnolepis är en fiskart som beskrevs av Hu och Zhang 2010. Homatula pycnolepis ingår i släktet Homatula och familjen grönlingsfiskar. Inga underarter finns listade i Catalogue of Life.